# PKP-Baureihe EW55
Die PKP-Baureihe EW55 waren dreiteilige elektrische Triebzüge der Polnischen Staatsbahnen (PKP) für den Vorortverkehr in den Ballungsräumen Warschau und Katowice. Sie wurden bis in die 1990er Jahre eingesetzt und danach alle ausgemustert und verschrottet.

## Geschichte
Die Fahrzeuge entstanden als Weiterentwicklung aus der Baureihe EW53. Sie wurden von der Państwowa Fabryka Wagonów (Pafawag) entwickelt und hergestellt. Ein Triebzug besteht aus einem Trieb- und zwei Steuerwagen. Zunächst wurden die Fahrzeuge als E53 bezeichnet, ab Mitte 1959 erhielten sie die Bezeichnung EW55. Ausgeliefert wurden die Fahrzeuge bis 1962. Zugewiesen wurden sie den Depots Warszawa Grochów, Warszawa Ochota und Katowice. 1964 endete der Einsatz in Oberschlesien, 1969 wurden alle Fahrzeuge nach Warszawa Ochota umbeheimatet.
Ende 1982 waren 68 Fahrzeuge vorhanden, im Oktober 1990 waren es noch 66 Fahrzeuge im Depot Warszawa Ochota. Zu Beginn der 1990er Jahre begann die Ausmusterung, die bis 1995 nahezu abgeschlossen war. Für museale Zwecke waren drei Fahrzeuge vorgesehen. Letztlich wurden aber alle verschrottet.

## Technische Beschreibung
Die Steuerwagen waren als Typ 3B und die Motorwagen als Typ 4B bezeichnet worden. Die beiden Steuerwagen wurden als Wagen a und Wagen b bezeichnet. Verbunden waren die Fahrzeuge über eine Kurzkupplung. Diese war als Hülsenkupplung gestaltet und besaß seitliche Dämpfungspuffer. Diese Anordnung ermöglichte den Übergang der Fahrgäste von einem Wagen zum anderen. An den Stirnseiten der Fahrzeuge waren Scharfenbergkupplungen mit elektrischen Verbindungsleitungen von Triebwagen zu Triebwagen vorhanden. Dadurch war über Vielfachsteuerung ein Verband von bis zu drei Triebwagen möglich, wobei die Reisenden bei einem Verband den gewählten Triebwagen nicht wechseln können.
Entgegen dem EW53 wurden die Seitenwände des Fahrzeuges gesickt ausgeführt. Seitenwände, Decken und Fußboden waren gut isoliert. Innerhalb des Triebzuges waren Übergangsbrücken mit Faltenbälgen zwischen den einzelnen Wagen vorhanden, sodass die Fahrgäste den Wagen problemlos wechseln können. Die Übergänge führten ohne Zwischenräume in die angrenzenden Fahrgasträume. Die Drehgestelle des Wagens waren eine Schweißkonstruktion. Die Achsen waren wälzgelagert. Die primäre Federung der Achsen bestand aus Schrauben- und Blattfederung. Die sekundäre Federung waren Schraubenfedern mit parallel geschalteten Stoßdämpfern. Die Inneneinrichtung der Fahrzeuge war dem Einsatzzweck angepasst und besaß nur drei Großräume mit unterschiedlicher Größe und Sitzplatzanordnung 2+2. Die Sitzplätze waren mit Schaumgummi gepolstert und hatten hohe Rückenlehnen. Über den Fenstern befanden sich Längsgepäckträger mit Netzen. An einem Ende besaßen die Steuerwagen einen Führerstand, der nur über die Hälfte der Wagenbreite ging. Daneben befanden sich der gleichgroße Zugbegleiterraum, der mit diesem über eine Tür verbunden war. Anschließend folgte der Gepäckraum, der an den seitlichen Türen ohne Trittstufen erkenntlich ist. Danach ist der Traglastenraum, nach dem Einstiegsraum ein Großraum 2. Klasse, ein Einstiegsraum, und noch ein Großraum. Anders als beim EW53 besaß auch der Triebwagen drei Großräume und zwei Einstiegsräume. Die elektrische Ausrüstung war durchweg unterflur angeordnet. Der Innenraum war von zwei Reihen Leuchtstofflampen ausgeleuchtet. Die Heizung elektrisch. Die unter den Sitzen angeordneten Heizkörper wurden von Thermostaten geregelt.
Die elektrische Ausrüstung war mit den Scherenstromabnehmern, dem Überspannungsableiter und dem Trennschalter auf dem Dach und mit den anderen Einrichtungen durchweg unterflur in Schränken angeordnet. Die Fahrmotoren waren Gleichstrommotoren, die eigenbelüftet gestaltet waren. Die Kühlluft wurde über den Einstiegstüren angesaugt. Die Steuerung der Motoren geschah über die Steuerung der Motoren in Reihenschaltung oder Parallelschaltung. Dabei waren die beiden Motoren eines Drehgestelles durchweg in Reihe geschaltet. Es waren 29 Fahrstufen vorhanden, 12 in Reihe, 10 parallel und 6 Feldschwächungsstufen. Gesteuert wurden die Fahrzeuge über ein Nockenschaltwerk, das elektromotorisch angetrieben wurde. Die Steuerspannung und der Wechselstrom wurde von einem Umformer erzeugt.